# Oncidium klotzscheanum
 Oncidium klotzscheanum   es una especie de orquídea epifita del género Oncidium.

## Descripción
El Oncidium klotzscheanum es una orquídea epífita y ocasionalmente litófita con pseudobulbos cilíndricos aplastados lateralmente de los que salen apicalmente dos hojas coriáceas estrechas oblongo linguladas, en su centro emergen dos varas florales de numerosas y diminutas flores. Florecen en primavera y en otoño.
Posee un  tallo floral paniculado.

Flores en racimo mediano de muchas flores de tamaño pequeño de color amarillo fuerte con manchas color café.

## Distribución y hábitat
Esta especie es oriunda del Sur de Costa Rica  a Ecuador. Esta Orquídea se desarrolla sobre árboles. Zona de clima húmedo de baja montaña alturas de 1200 a 1800 metros.

## Cultivo
Tiene preferencia de mucha claridad o con sombra moderada. Para cultivar se debe plantar en un tronco con la base recta no muy largo, para que se pueda mantener en pie y se coloca la orquídea atada a un costado de este.

Se pueden poner en el exterior como los Cymbidium para forzar la floración. En invierno mantenerle el sustrato seco con pocos riegos. 
Florecen en otoño y en primavera.
Sinonimia:

- Oncidium obryzatum Rchb.f. & Warsz. (1854)
- Oncidium meliosmum Rchb.f. (1882)
- Oncidium angustisepalum Kraenzl. (1922)
- Oncidium floribundum Rchb.f. ex Kraenzl. (1922)
- Oncidium fulgens Schltr. (1922)
- Oncidium microcachrys Rchb.f. ex Kraenzl. (1922)
- Oncidium varians Schltr. (1923)
- Oncidium hoppii Schltr. (1924)
- Oncidium multiflorum Soysa (1937)

Etimología
Ver: Oncidium, Etimología